# Willem Wijnen (burgemeester)

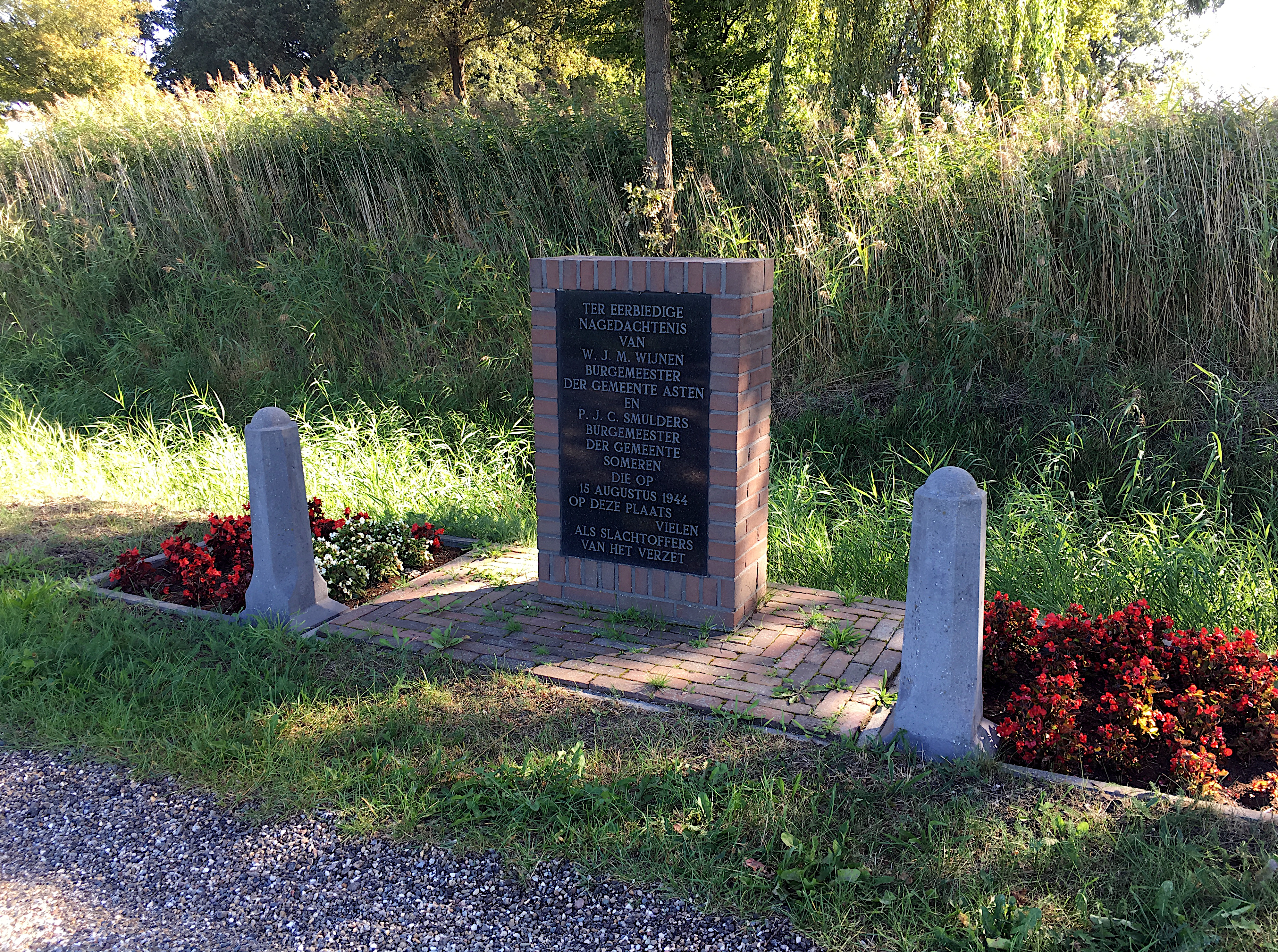
Monument ter nagedachtenis aan de burgemeesters Wijnen en Smulders

Wilhelmus Josephus Maria (Willem) Wijnen (Sint-Oedenrode, 22 september 1880 - Someren, 15 augustus 1944) was burgemeester van Asten van 1910 tot 1944. Samen met Piet Smulders, toenmalige burgemeester van Someren, is hij omgebracht tijdens Aktion Silbertanne. De Burgemeester Wijnenstraat in Asten is naar hem vernoemd. In augustus 2024 is voor zijn vroegere woonhuis een Stolperstein geplaatst.